# San Bernardino Contla
San Bernardino Contla är en kommunhuvudort i Mexiko.   Den ligger i kommunen Contla de Juan Cuamatzi och delstaten Tlaxcala, i den sydöstra delen av landet, 100 km öster om huvudstaden Mexico City. San Bernardino Contla ligger 2 327 meter över havet och antalet invånare är 24 569.
Terrängen runt San Bernardino Contla är kuperad söderut, men norrut är den platt. Runt San Bernardino Contla är det mycket tätbefolkat, med 1 463 invånare per kvadratkilometer. Närmaste större samhälle är Tlaxcala de Xicohtencatl, 3,7 km väster om San Bernardino Contla. Trakten runt San Bernardino Contla består till största delen av jordbruksmark.